# Волковське (Казахстан)
Во́лковське (каз. Волковское) — село у складі Бухар-Жирауського району Карагандинської області Казахстану. Входить до складу Каражарського сільського округу.
Населення — 139 осіб (2021; 212 у 2009, 238 у 1999, 330 у 1989).
Національний склад станом на 1989 рік:
- росіяни — 62 %.